# Zavodoukovsk
Zavodoukovsk - Заводоуковск (rus) és una ciutat de l'óblast de Tiumén, a Rússia. Es troba a la vora del riu Uk, un afluent del Tobol, a 96 km al sud-est de la capital de la província, Tiumén.

## Història
Zavodoukovsk fou mencionada per primera vegada el 1729 com un poble anomenat Ukóvskaia. Prengué el nom de Zavodoukóvskoie el 1787. Durant els primers anys del segle XX s'hi obrí una estació de tren, en la línia que unia Tiumén i Omsk. El 1939 la vila aconseguí l'estatus de possiólok (poble). Durant la Segona Guerra Mundial acollí la fàbrica d'aviació de Vorónej, que fou evacuada més a l'est. Rebé finalment l'estatus de ciutat el 1960.